# Mont Orohena
Mont Orohena is een berg in Frans-Polynesië op het eiland Tahiti, en is tevens het hoogste punt van Frans-Polynesië. De berg is een restant van een uitgedoofde vulkaan. 